# Archie Karas
Archie Karas (eigentlich Anargyros Nicholas Karabourniotis; griechisch Ανάργυρος Καραβουρνιώτης; * 1. November 1950 in Antypata auf Kefalonia; † September 2024) war ein griechisch-amerikanischer Glücksspieler, High Roller, Pokerspieler und Poolbillardspieler, der für die größte und längste dokumentierte Siegesserie in der Geschichte des Casino-Glücksspiels bekannt ist.
Die als „The Run“ bezeichnete Siegesserie begann im Dezember 1992, als Karas mit 50 Dollar nach Las Vegas fuhr, wo er beginnend mit einem Kredit von 10.000 Dollar bis Anfang 1995 mehr als 40 Millionen Dollar machte, nur um noch im selben Jahr alles zu verlieren. Dies brachte ihm den Ruf als „der größte Zocker aller Zeiten“ ein. Karas beanspruchte, in Casinos mit mehr Geld gespielt zu haben als jeder andere in der Geschichte, und wurde oft mit Nick „the Greek“ Dandolos verglichen, einem weiteren Spieler griechischer Herkunft.

## Leben
Karas wurde am 1. November 1950 in der Ortschaft Antypata auf der Insel Kefalonia in Griechenland geboren. Dort wuchs er in einfachen Verhältnissen auf, sein Vater Nikolas war Bauarbeiter. Nachdem dieser früh verstorben war, heuerte Karas auf einem Schiff an und arbeitete als Kellner. Zwei Jahre später verließ er das Schiff in Los Angeles und arbeitete als Servicekraft in der Gastronomie. Er begann in seiner Freizeit Poolbillard zu spielen, entwickelte dabei eine enorme Stärke und wechselte beruflich als Hustler an den Billardtisch. Als ihm dort die Gegner ausgingen, wechselte er zum Pokerspiel und wandelte sich zum Glücksspieler. Mehrmals gewann er eine Million Dollar aus dem Nichts, um anschließend immer alles wieder zu verlieren.

## „The Run“
Nachdem er am Vorabend 2 Millionen Dollar verspielt hatte, blieben ihm noch etwa 50 Dollar und eine Tankfüllung. Dies reichte, um von Los Angeles nach Las Vegas zu fahren. Er begann durch Billardspielen mit Touristen etwas Geld zu verdienen und traf auf einen Bekannten, von dem er sich 10.000 Dollar mit dem Versprechen lieh, den doppelten Betrag am selben Abend zurückzuzahlen. Nach drei Stunden hatte er 30.000 Dollar erspielt und zahlte den Betrag. Anschließend ging er an die Pokertische, um gegen bekannte Spieler jener Zeit zu spielen, darunter Doyle Brunson, Johnny Chan, Stu Ungar, Chip Reese, Bobby Baldwin, Howard Lederer und Jerry Buss, den damaligen Besitzer der Los Angeles Lakers. Hauptschauplatz war das Horseshoe Casino.
Da er danach kaum noch Pokerspieler finden konnte, die gegen ihn antreten wollten, wechselte er zum Würfelspiel Craps, wo er entgegen aller Wahrscheinlichkeiten eine beispiellose Glückssträhne hatte. Mehrmals wurde Karas von der Eignerfamilie Binion zu Unterredungen zitiert. Jack Binion musste feststellen, dass es Archie Karas nicht darum ging, was er mit den zu diesem Zeitpunkt gewonnenen 17 Millionen Dollar hätte kaufen können. Karas wollte nur zocken und forderte höhere Einsätze. Das Casino willigte ein unter der Bedingung, dass man von ihm höhere Odds verlangte, worauf er einging. Sein Vermögen wuchs auf 40 Millionen Dollar an und damit auf weitaus mehr, als das Casino zu dieser Zeit wert war; es wurde 2003 für 50 Millionen Dollar verkauft.
Nach der Glückssträhne und dem Verlust der ersten 10 Millionen Dollar des Gewinns emigrierte Karas nach Kefalonia. Die Spielsucht trieb ihn wieder nach Las Vegas, wo er alles verlor.

## Poker
Seine erste Geldplatzierung bei einem Live-Pokerturnier erzielte Karas im August 1997 in Binion’s Horseshoe in Las Vegas. Im Mai 2004 erzielte er an gleicher Stelle eine Geldplatzierung bei der World Series of Poker (WSOP), als er bei einem Event der Variante Limit Ace to Five Draw den dritten Platz belegte. Auch bei der WSOP 2005, 2008 und 2009, die in diesen Jahren jeweils im Rio All-Suite Hotel and Casino am Las Vegas Strip ausgespielt wurde, saß er jeweils an einem Finaltisch. Seine letzte Geldplatzierung bei einem Live-Turnier erzielte Karas bei der WSOP 2013.